# Liste der Fußballtrainer von Dynamo Dresden

Vereinslogo

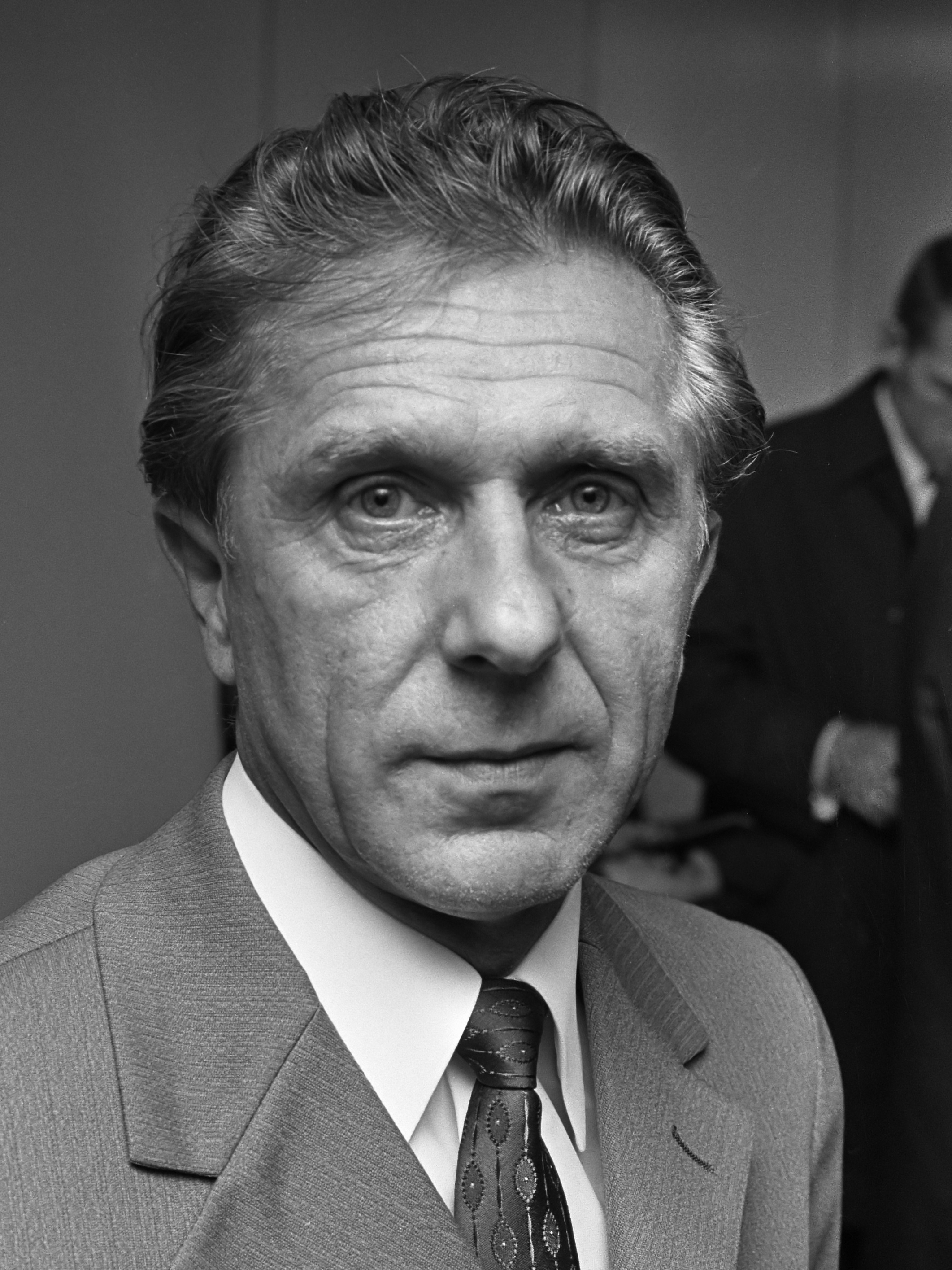
Walter Fritzsch (1971), erfolgreichster Trainer der Vereinsgeschichte

Die Liste der Fußballtrainer von Dynamo Dresden führt alle Trainer der ersten Männermannschaft von Dynamo Dresden auf. Seit 1950 beschäftigten der Verein bzw. seine Vorläufer 39 Trainer sowie mehrere Interimstrainer. Seit Beginn der Saison 2024/25 trainiert der Schweizer Thomas Stamm die Mannschaft.

## Liste
- Trainer: Nennt den Namen des Trainers. Interimstrainer sind bläulich unterlegt.
- Nation: Nennt die Nationalität des jeweiligen Trainers.
- von und bis: Nennen den Zeitraum, in dem der jeweilige Trainer wirkte.
- Ereignisse: Nennt die sportlichen Erfolge und Misserfolge sowie besondere Ereignisse der Vereinsgeschichte während der jeweiligen Amtszeit des Trainers.

| Trainer              | Nation                                  | von                | bis                | Ereignisse |
| -------------------- | --------------------------------------- | ------------------ | ------------------ | --- |
| Fritz Sack           | Deutschland Demokratische Republik 1949 | 1. Juli 1950       | 23. September 1951 | erstmalige Teilnahme an der DDR-Oberliga |
| Rolf Kukowitsch      | Deutschland Demokratische Republik 1949 | 24. September 1951 | 27. Februar 1952   | FDGB-Pokal-Sieg 1951/52 |
| Paul Döring          | Deutschland Demokratische Republik 1949 | 28. Februar 1952   | 30. Juni 1953      | FDGB-Pokal-Sieg 1951/52, DDR-Meister 1952/53, Umbenennung der SG Deutsche Volkspolizei Dresden in SG Dynamo Dresden |
| Walter Fritzsch      | Deutschland Demokratische Republik 1949 | 1. Juli 1953       | 5. August 1953     | |
| János Gyarmati       | Ungarn 1949                             | 5. August 1953     | 30. Juni 1954      | |
| Helmut Petzold       | Deutschland Demokratische Republik 1949 | 1. Juli 1954       | 21. November 1954  | Delegierung der Mannschaft zum SC Dynamo Berlin |
| Heinz Werner         | Deutschland Demokratische Republik 1949 | 1. Januar 1955     | 30. Juni 1956      | Neubeginn der Mannschaft zum Rückrundenauftakt in der DDR-Liga 1954/55 und Abstieg in die II. DDR-Liga, Abstieg aus der II. DDR-Liga 1956 in die Bezirksliga                                                                                      |
| Rolf Kukowitsch      | Deutschland Demokratische Republik 1949 | 1. Juli 1956       | 31. Dezember 1956  | Abstieg aus der II. DDR-Liga 1956 in die Bezirksliga |
| Kurt Kresse          | Deutschland Demokratische Republik 1949 | 1. Januar 1957     | 31. Dezember 1957  | Aufstieg aus der Bezirksliga 1957 in die II. DDR-Liga |
| Helmut Petzold       | Deutschland Demokratische Republik 1949 | 1. Januar 1958     | 31. Mai 1966       | Aufstieg aus der II. DDR-Liga 1958 in die DDR-Liga, Aufstieg aus der DDR-Liga 1961/62 in die Oberliga, Abstieg aus der Oberliga 1962/63 in die DDR-Liga, Aufstieg aus der DDR-Liga 1963/64 in die Oberliga                                        |
| Manfred Fuchs        | Deutschland Demokratische Republik 1949 | 1. Juni 1966       | 15. März 1968      | erstmalige Teilnahme am Europapokal (Messestädte-Pokal 1967/68), Abstieg aus der Oberliga 1967/68 in die DDR-Liga |
| Kurt Kresse          | Deutschland Demokratische Republik 1949 | 16. März 1968      | 29. Juni 1969      | Abstieg aus der Oberliga 1967/68 in die DDR-Liga, Aufstieg aus der DDR-Liga 1968/69 in die Oberliga |
| Walter Fritzsch      | Deutschland Demokratische Republik 1949 | 30. Juni 1969      | 3. Juni 1978       | DDR-Meister 1970/71, FDGB-Pokal-Sieg 1970/71, DDR-Meister 1972/73, DDR-Meister 1975/76, DDR-Meister 1976/77, FDGB-Pokal-Sieg 1976/77, DDR-Meister 1977/78                                                                                         |
| Gerhard Prautzsch    | Deutschland Demokratische Republik 1949 | 4. Juni 1978       | 30. Juni 1983      | FDGB-Pokal-Sieg 1981/82 |
| Klaus Sammer         | Deutschland Demokratische Republik 1949 | 1. Juli 1983       | 30. Juni 1986      | FDGB-Pokal-Sieg 1983/84, FDGB-Pokal-Sieg 1984/85 |
| Eduard Geyer         | Deutschland Demokratische Republik 1949 | 1. Juli 1986       | 3. April 1990      | Einzug ins Halbfinale des UEFA-Pokals 1988/89 (größter internationaler Erfolg der Vereinsgeschichte), DDR-Meister 1988/89, DDR-Meister 1989/90 |
| Reinhard Häfner      | Deutschland                             | 4. April 1990      | 30. Juni 1991      | DDR-Meister 1989/90, FDGB-Pokal-Sieg 1989/90, Umbenennung der SG Dynamo Dresden in 1. FC Dynamo Dresden, Deutschland-Cup-Sieg 1990, Qualifikation für die Fußball-Bundesliga 1991/92                                                              |
| Helmut Schulte       | Deutschland                             | 1. Juli 1991       | 30. Juni 1992      | erstmalige Teilnahme an der Fußball-Bundesliga und am DFB-Pokal |
| Klaus Sammer         | Deutschland                             | 1. Juli 1992       | 20. April 1993     | |
| Ralf Minge           | Deutschland                             | 21. April 1993     | 30. Juni 1993      | |
| Sigfried Held        | Deutschland                             | 1. Juli 1993       | 22. November 1994  | Einzug ins Halbfinale des DFB-Pokals 1993/94 (größter Erfolg des Vereins in diesem Wettbewerb), Klassenerhalt 1993/94 trotz Abzugs von vier Punkten, Abstieg aus der Bundesliga 1994/95 in die Regionalliga                                       |
| Horst Hrubesch       | Deutschland                             | 23. November 1994  | 24. Februar 1995   | Abstieg aus der Bundesliga 1994/95 in die Regionalliga |
| Ralf Minge           | Deutschland                             | 25. Februar 1995   | 30. Juni 1995      | Abstieg aus der Bundesliga 1994/95 in die Regionalliga |
| Hans-Jürgen Kreische | Deutschland                             | 1. Juli 1995       | 15. April 1996     | |
| Udo Schmuck          | Deutschland                             | 16. April 1996     | 22. September 1996 | |
| Hartmut Schade       | Deutschland                             | 24. September 1996 | 31. März 1998      | |
| Werner Voigt         | Deutschland                             | 1. April 1998      | 7. Dezember 1998   | |
| Damian Halata        | Deutschland                             | 8. Dezember 1998   | 1. Februar 1999    | |
| Rolf Schafstall      | Deutschland                             | 2. Februar 1999    | 30. März 1999      | |
| Damian Halata        | Deutschland                             | 31. März 1999      | 2. April 1999      | |
| Colin Bell           | Vereinigtes Konigreich                  | 3. April 1999      | 8. März 2000       | Abstieg aus der Regionalliga 1999/2000 in die Oberliga |
| Cor Pot              | Niederlande                             | 8. März 2000       | 13. März 2001      | Abstieg aus der Regionalliga 1999/2000 in die Oberliga |
| Meinhard Hemp        | Deutschland                             | 13. März 2001      | 30. Juni 2001      | |
| Christoph Franke     | Deutschland                             | 1. Juli 2001       | 15. Dezember 2005  | Aufstieg aus der Oberliga 2001/02 in die Regionalliga, Sachsenpokal-Sieg 2002/03, Aufstieg aus der Regionalliga 2003/04 in die 2. Liga, erstmalige Teilnahme an der 2. Fußball-Bundesliga, Abstieg aus der 2. Bundesliga in die Regionalliga Nord |
| Sven Köhler          | Deutschland                             | 15. Dezember 2005  | 27. Dezember 2005  | Abstieg aus der 2. Bundesliga in die Regionalliga Nord |
| Peter Pacult         | Osterreich                              | 27. Dezember 2005  | 3. September 2006  | Abstieg aus der 2. Bundesliga in die Regionalliga Nord |
| Tom Stohn            | Deutschland                             | 4. September 2006  | 10. September 2006 | |
| Norbert Meier        | Deutschland                             | 10. September 2006 | 24. September 2007 | Umbenennung des 1. FC Dynamo Dresden in SG Dynamo Dresden, Sachsenpokal-Sieg 2006/07 |
| Eduard Geyer         | Deutschland                             | 25. September 2007 | 30. Juni 2008      | Qualifikation für die 3. Fußball-Liga 2008/09 |
| Ruud Kaiser          | Niederlande                             | 1. Juli 2008       | 5. Oktober 2009    | erstmalige Teilnahme an der 3. Fußball-Liga |
| Matthias Maucksch    | Deutschland                             | 5. Oktober 2009    | 12. April 2011     | Aufstieg aus der 3. Liga 2010/11 in die 2. Bundesliga |
| Ralf Loose           | Deutschland                             | 12. April 2011     | 9. Dezember 2012   | Aufstieg aus der 3. Liga 2010/11 in die 2. Bundesliga |
| Steffen Menze        | Deutschland                             | 9. Dezember 2012   | 17. Dezember 2012  | |
| Peter Pacult         | Osterreich                              | 18. Dezember 2012  | 18. August 2013    | Abstieg aus der 2. Liga 2013/14 in die 3. Liga |
| Steffen Menze        | Deutschland                             | 19. August 2013    | 3. September 2013  | Abstieg aus der 2. Liga 2013/14 in die 3. Liga |
| Olaf Janßen          | Deutschland                             | 4. September 2013  | 13. Mai 2014       | Abstieg aus der 2. Liga 2013/14 in die 3. Liga |
| Stefan Böger         | Deutschland                             | 23. Mai 2014       | 16. Februar 2015   | |
| Peter Németh         | Slowakei                                | 17. Februar 2015   | 30. Juni 2015      | |
| Uwe Neuhaus          | Deutschland                             | 1. Juli 2015       | 22. August 2018    | Aufstieg aus der 3. Liga 2015/16 in die 2. Bundesliga |
| Cristian Fiél        | Spanien                                 | 23. August 2018    | 10. September 2018 | |
| Maik Walpurgis       | Deutschland                             | 11. September 2018 | 24. Februar 2019   | |
| Cristian Fiél        | Spanien                                 | 28. Februar 2019   | 2. Dezember 2019   | Abstieg aus der 2. Liga 2019/20 in die 3. Liga |
| Heiko Scholz         | Deutschland                             | 3. Dezember 2019   | 9. Dezember 2019   | Abstieg aus der 2. Liga 2019/20 in die 3. Liga |
| Markus Kauczinski    | Deutschland                             | 10. Dezember 2019  | 25. April 2021     | Abstieg aus der 2. Liga 2019/20 in die 3. Liga, Aufstieg aus der 3. Liga 2020/21 in die 2. Bundesliga |
| Alexander Schmidt    | Deutschland                             | 26. April 2021     | 1. März 2022       | Aufstieg aus der 3. Liga 2020/21 in die 2. Bundesliga, Abstieg aus der 2. Liga 2021/22 in die 3. Liga |
| Guerino Capretti     | Deutschland                             | 2. März 2022       | 27. Mai 2022       | Abstieg aus der 2. Liga 2021/22 in die 3. Liga |
| Markus Anfang        | Deutschland                             | 10. Juni 2022      | 20. April 2024     | Sachsenpokal-Sieg 2023/24 |
| Heiko Scholz         | Deutschland                             | 21. April 2024     | 25. Mai 2024       | Sachsenpokal-Sieg 2023/24 |
| Thomas Stamm         | Schweiz                                 | 1. Juli 2024       |                    | Aufstieg aus der 3. Liga 2024/25 in die 2. Bundesliga |

## Trivia
- Zwei Amtszeiten als Trainer bei Dynamo Dresden hatten Walter Fritzsch, Rolf Kukowitsch, Helmut Petzold, Kurt Kresse, Klaus Sammer, Eduard Geyer und Peter Pacult.
- Je zweimal als Interimstrainer wirkten Ralf Minge, Damian Halata, Steffen Menze und Heiko Scholz. Cristian Fiél war Dynamo Dresdens erster Cheftrainer, der zuvor Interimstrainer der Mannschaft war.
- Als erfolgreichste Amtszeit gilt jene von Walter Fritzsch mit fünf DDR-Meistertiteln und zwei FDGB-Pokalsiegen in den 1970er Jahren. Helmut Petzold schaffte in seiner Zeit als Dynamo-Trainer drei Aufstiege, darunter zwei in die höchstmögliche Liga.
- Die längste Amtszeit erreichte Walter Fritzsch, der nach einmonatigem Intermezzo im Sommer 1953 dann erneut von 1969 bis 1978 Dynamo-Trainer war – insgesamt neun Jahre lang. Die Gesamtlänge von Helmut Petzolds beiden Amtszeiten im Jahr 1954 sowie in den Jahren 1958 bis 1966 belief sich auf etwa acht Jahre und zehn Monate.
- In der Zeit seit der Wende brachten es zwei Trainer bei Dynamo Dresden auf eine Amtszeit von mehr als zwei Jahren: Christoph Franke und Uwe Neuhaus.
- Die kürzeste Amtszeit war, abgesehen von Walter Fritzschs erster Amtszeit im Sommer 1953 (endete nach 36 Tagen ohne Pflichtspiel noch während der Saisonvorbereitung), jene von Rolf Schafstall mit 57 Tagen.
- Rolf Schafstall beging während seiner kurzen Amtszeit seinen 62. Geburtstag, was ihn zum zweitältesten Cheftrainer in der Historie von Dynamo Dresden macht. Noch älter war nur Eduard Geyer, der während seiner zweiten Amtszeit 63 Jahre alt wurde. Damit war Geyer ferner der letzte Cheftrainer von Dynamo Dresden, der noch vor der Gründung der DDR und Dynamo Dresdens geboren worden war.
- Helmut Schulte, nach der Wende Dynamo Dresdens erster Cheftrainer aus den alten Bundesländern, ist zugleich der jüngste Cheftrainer der Vereinsgeschichte: Bei seinen ersten Spielen im August 1991 war er 33 Jahre alt. Jeweils 32 Jahre alt waren Walter Fritzsch während seiner ersten Amtszeit 1953, die jedoch noch vor dem ersten Pflichtspiel endete, sowie Ralf Minge 1993, der allerdings als Interimstrainer gilt.
- Mit Gerhard Prautzsch, Klaus Sammer und Eduard Geyer hatte Dynamo Dresden in den gesamten 1980er Jahren Cheftrainer, die zuvor selbst für die Mannschaft gespielt hatten. Auch sechs weitere Cheftrainer (Häfner, Kreische, Schmuck, Schade, Maucksch und Fiél) sowie vier Interimstrainer (Minge, Hemp, Köhler und Scholz) waren zuvor selbst als Spieler für Dynamo Dresden aktiv.